# 小鸭舌广舅
小鸭舌广舅（学名：Spermacoce pusilla）为茜草科鸭舌广舅属下的一个种。